# Gihogoma
Gihogoma är ett vattendrag i Burundi.   Det ligger i provinsen Cankuzo, i den östra delen av landet, 140 kilometer öster om huvudstaden Bujumbura.
I omgivningarna runt Gihogoma växer huvudsakligen savannskog. Runt Gihogoma är det ganska tätbefolkat, med 78 invånare per kvadratkilometer.